# کنستانتس

نشان شهر کنستانتس

کنستانتس (US: ‎/ˈkɔːnstɑːnts/‎, آلمانی: [ˈkɔnstants] (), locally: [ˈkɔnʃtants] (); انگلیسی: Constance) شهری دانشجویی در جنوب غربی آلمان در ایالت بادن-وورتمبرگ و در کنار دریاچه کنستانس (Bodensee) هم‌مرز با کشور سوئیس می‌باشد. کنستانتس یکی از شهرهای توریستی کشور آلمان در جنوبی‌ترین نقطه آلمان می‌باشد. زیباترین نماد شهر کنستانتس مجسمه بزرگی به نام امپریال در میان دریاچه بودنزِ می‌باشد. مجسمه‌ای در هیبت یک زن که روی شانه‌ای اسقف و روی شانه دیگر پادشاه را دارد.